# 洛塔尔·拉德齐亚努
洛塔尔·拉德齐亚努（羅馬尼亞語：Lothar Rădăceanu；1899年5月19日—1955年8月24日），德意志族，德文名：洛塔尔·沃泽尔（德語：Lothar Würzer），哲学博士，罗马尼亚工人党中央政治执行委员会委员、中央书记处书记，罗马尼亚布加勒斯特大学教授、科学院院士。

## 生平
1899年，出生于奥匈帝国布科维纳的勒德乌齐的教授家庭。
1919年，在布加勒斯特大学文学与哲学系主修浪漫主义文学和日耳曼语言学，入党。
1920年，任切尔诺夫策《前进报》编辑。
1925年，获布加勒斯特大学哲学博士学位，任《社会主义报》、《自由和新世界》编辑。
1926年，任罗马尼亚社会民主党中央执行委员会委员。
1927年，任罗马尼亚社会民主党中央委员会书记。
1929年，任私人雇员联合会主席。
1936年，任和平斗争全国委员会中央领导成员。
1943年，担任反希特勒爱国阵线领导成员。
1944年，为罗马尼亚社会民主党总书记。
1945年，任政府劳工部长。
1946年，任政府劳动和社会福利部部长、国民议会外交委员会主席。7月，参加巴黎卢森堡宫举行的国际和平会议。
1947年，临时兼任国民教育部长。
1948年，任政府劳动和社会保险部部长。
1950年，任罗马尼亚工人党中央组织局委员。
1952年，被解除一切职务，任布加勒斯特大学语言系主任兼德语教授。
1955年，逝世。

## 著作
- 《马克思主义文艺理论研究》（1946年）
- 《德国文学史问题》（1956年）
- 《人道主义和社会主义》（合著，1925年）
- 《马克思主义文艺理论研究》（1946年）
- 《德国文学史问题》（1956年）